# Мубарак-шах (султан Джаунпуру)
Мубарак-шах (*д/н — 1402) — 2-й володар Джаунпуру в 1399—1402 роках.

## Життєпис
Походив з Абисінії. Замолоду всиновлений візиром Малік Сарваром, отримавши ім'я Малік Каранфул. Потім супроводжував названого батька до Джаунпуру. 1399 року після смерті Маліка Савара успадкував владу в султанаті. Невдовзі прийняв титул султана та ім'я Мубарак-шаха, оголосивши офіційну незалежність від Делійського султанату.
Почав карбувати власну монету. Невдовзі відбив напад Маллу Ікбала Лоді, фактичного правителя Делі. В наступні роки Мубарак-шах готувався до нового протистояння з Лоді. У 1400—1401 роках завдав поразок раджпутському клану Уджайнія з Бходжпуру в Біхарі.
Помер 1402 року. Йому спадкував брат Ібрагім-шах.